# 东方红

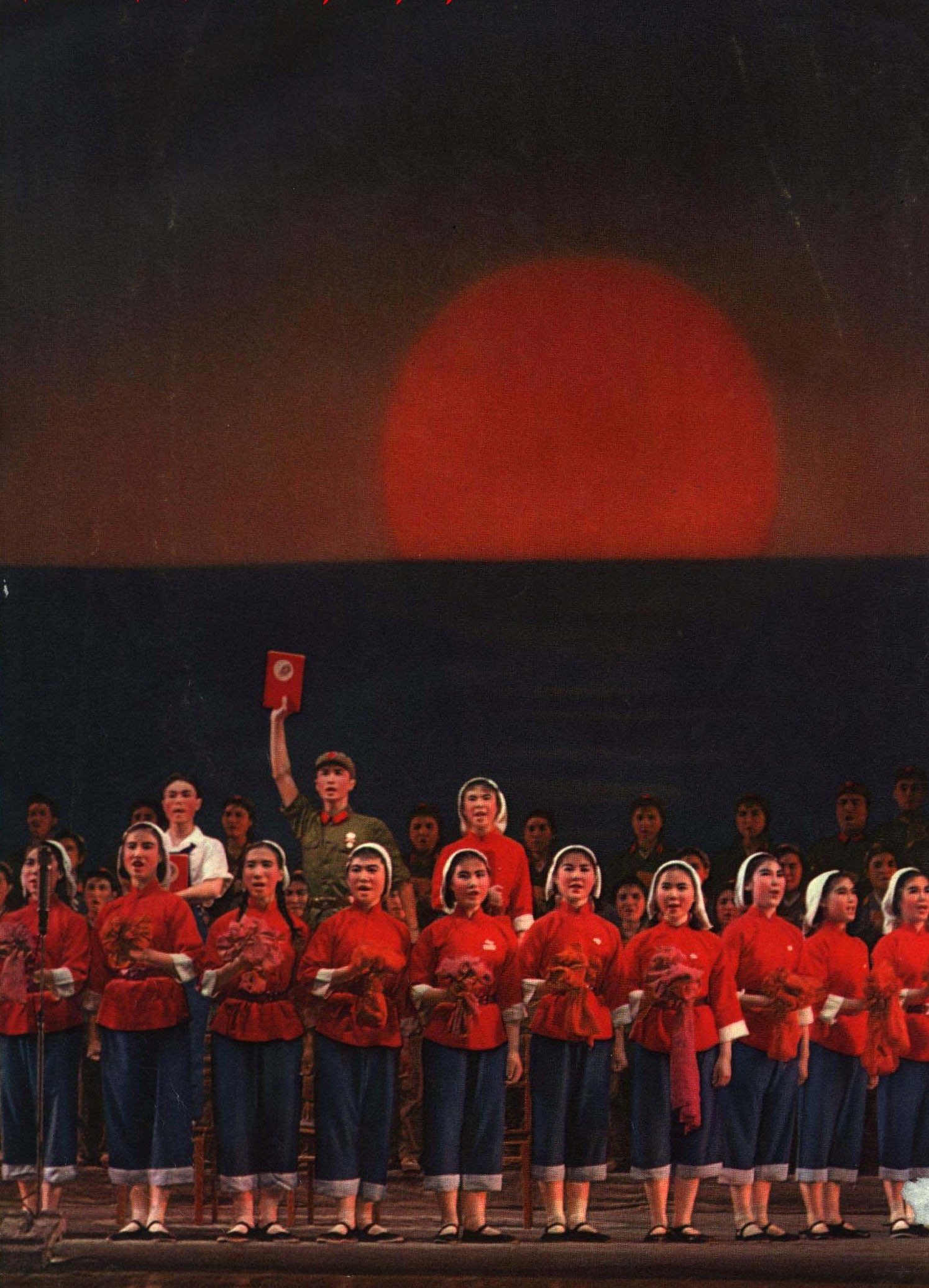
1967年《东方红》合唱

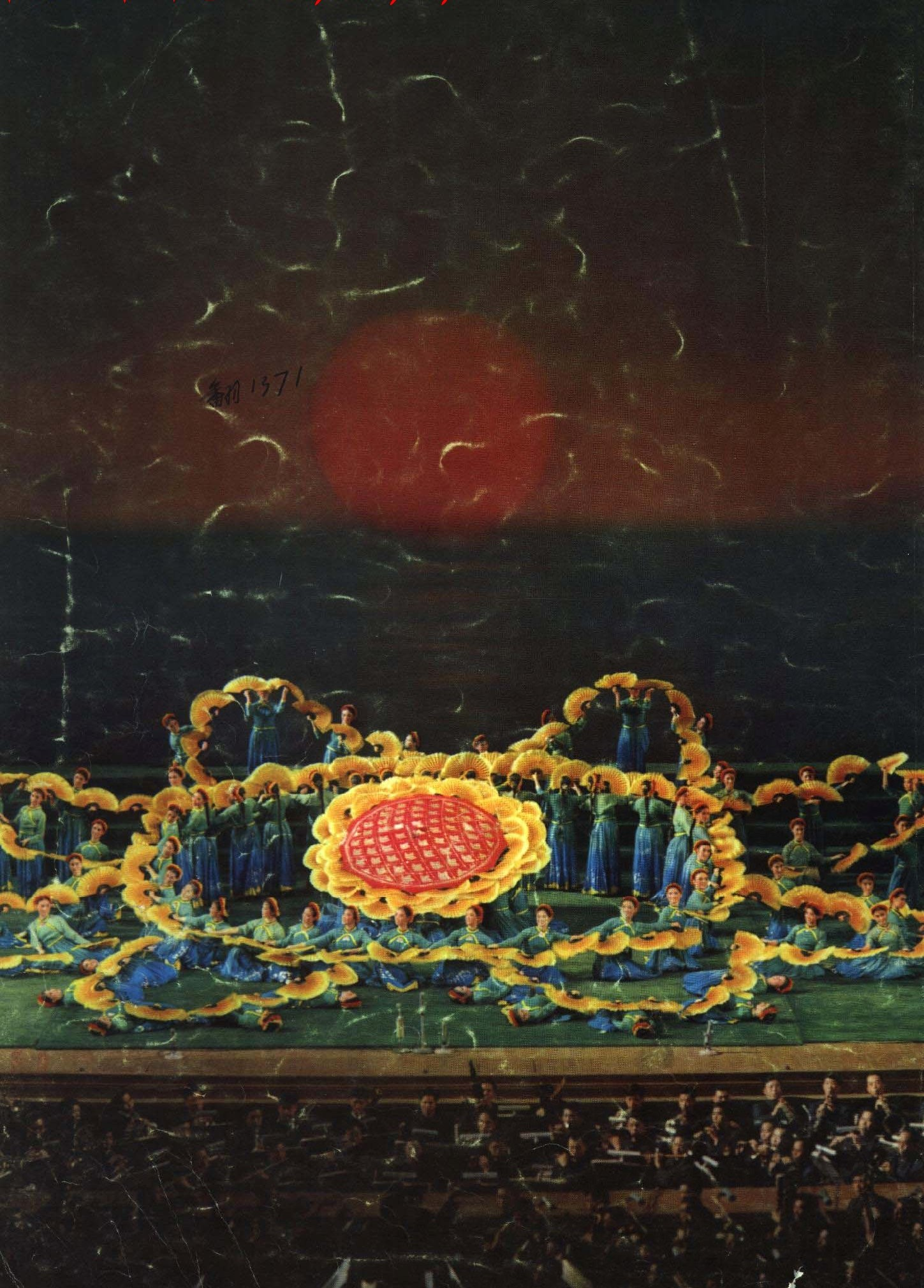
1964年《东方红》序曲葵花向太阳

《东方红》，中国红色歌曲，曲调源自民歌《芝麻油》，二十世纪三四十年代在陕北地区流行的一首情歌《白马调》使用了这一曲调，并影响了歌曲《东方红》的最初创作。《东方红》的原作者和创作经历存在争议。后来公木等人对其进行了修改，成为如今通行的三段歌词版。现在通行的合唱版是由著名作曲家李煥之编曲。该曲是一首歌颂中国共产党及其主席毛泽东的革命颂歌，在文革期間被視為中華人民共和國事實上的國歌。

## 创作和修改

### 芝麻油
《东方红》的旋律，源自一首名叫《芝麻油》的典型的黄土高原民歌。据音乐家刘炽回忆，《芝麻油》是一首晋西北民歌。

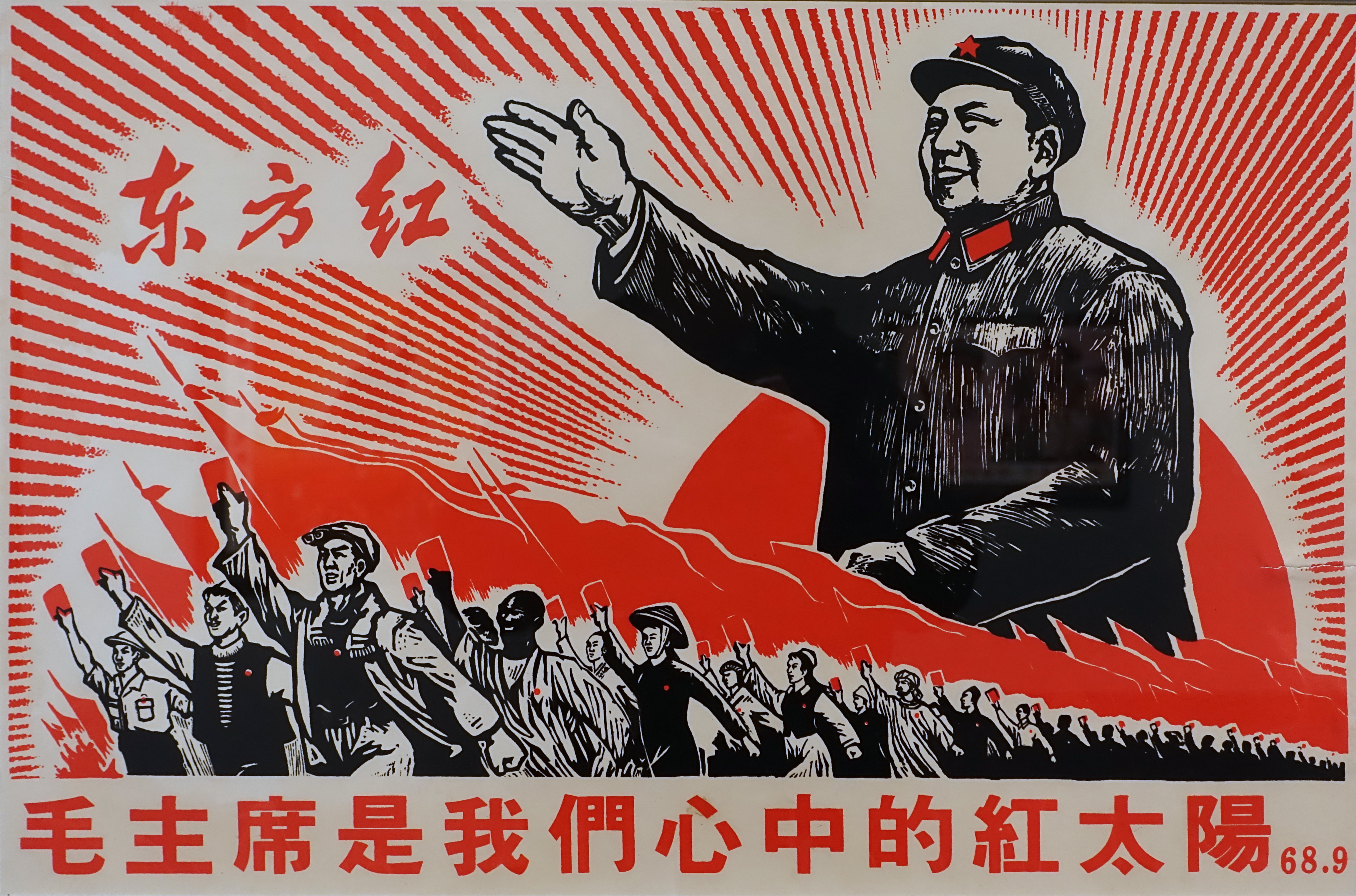
東方紅海報

根据刘炽回忆，歌词为：
芝麻油，白菜心，要吃豆角抽筋筋，三天不见想死个人，呼儿嗨哟，哎呀我的三哥哥

### 白马调
《白马调》又称《骑白马》或《骑白马，挎洋枪》，陕北民歌。

骑白马，挎洋枪，三哥哥吃了八路军的粮，有心回家看姑娘，呼儿嘿哟，打日本就顾不上。

要穿灰，一身身灰，肩膀上要把枪来背，哥哥当兵抖起来，呼儿嘿哟，家里留下小妹妹。

### “东方红”诞生
1942年陕北农民李有源，或说1943年陕北一名教员李锦旗根据《骑白马》的曲调创作了最初东方红。此处作者有争议，详见下方“作者争议”一段。
1943年，延安文艺工作者（一说是刘炽）将其再次重新填词如下：

东方红，太阳升，中国出了个毛泽东。他为人民谋幸福，（呼儿嗨哟）他是人民的大救星。
 
山川秀，天地平，毛主席领导陕甘宁，迎接移民开山林，咱们边区满地红。 

三山低，五岳高，毛主席治国有功劳，边区办得呱呱叫，老百姓颂唐尧。 

边区红，边区红，边区地方没穷人，有了穷人就移民，移民能够断穷根。 

### 今日版本
1945年10月24日，由延安鲁迅艺术学院六十多师生组成的东北文艺团到达沈阳。以“东方红”第一段为基础，重新填词，创作了后来流行的三段版的《东方红》。当时共有4段，但第4段是歌颂东北民主联军的，随着东北民主联军的撤销，第4段也就不再传唱了。当时参与讨论修改的有公木、刘炽、雷加、严文井、王大化等，其中由公木执笔负责记录，并由公木最终整理修改。

东方红，太阳升，中国出了个毛泽东。他为人民谋幸福（呼兒嗨喲）他是人民的大救星。

毛主席，爱人民，他是我们的带路人。为了建设新中国（呼兒嗨喲）领导我们向前进。

共产党，像太阳，照到哪里哪里亮。哪里有了共产党（呼兒嗨喲）哪里人民得解放。 

## 作者争议
《东方红》现行版三段歌词的为公木整理确定，曲调源自陕北民歌。据刘炽回忆，公木后来保留了《移民歌》第一段原词，只是将“谋生存”改为“谋幸福”，后两段歌词全部是公木新填上去的。1945年11月初的一个晚上，在沈阳演出时首次正式以“东方红”三字命名歌曲。1946年春夏，长春、哈尔滨等广播电台也曾播唱过这首歌，报名“陕北民歌、张松如（即公木）改词”。在延安时，作曲家贺绿汀曾把《东方红》编成混声合唱曲多次演唱，受到广泛赞誉。但由于过多地强调了它的民歌色彩，作为颂歌就觉得不够满足。1951年世界青年联欢节前夕，李焕之改编后定型，放慢了速度并运用转调手法使音乐得到进一步升华，音乐形象更显辉煌，《东方红》作为一首颂歌也基本定型。这些是没有争议的。有争议的是第一段歌词的作者，但整首歌曲以第一段最为重要也最为知名。流行的看法是陕西佳县的李有源，但还有很多的其他说法。
中华人民共和国成立初期的出版物中，多只写编曲作者，而词作者写为“陕北民歌”。

### 佳县二李

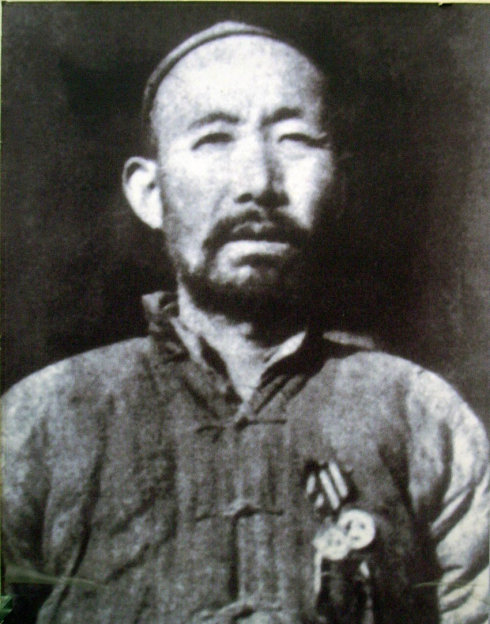
李有源像

李有源、李增正是陕西佳县张家庄人，二人是叔侄关系，被后人称为“佳县二李”。
- 1942年冬，农民李有源挑着粪桶到县城去担粪，看见一轮红日从东方冉冉升起，霞光万丈，浑身顿觉温暖起来，他心中一动，开始构思一首新歌，经反复推敲，根据当时流传的情歌《骑白马》的曲调创作了东方红的第一段《移民歌》“东方红，太阳升，中国出了个毛泽东。他为人民谋生存，他是人民的大救星。”据其孙子说，与其看到中共佳县委门口的大幅标语“毛主席是中国人民的救星”有关。[8]也有版本说：1942年，李有源从葭县人民政府事务秘书蓝田升的笔记本上，看见有“东方红”三个字，便引起了他用来象征共产党、毛主席的联想。
- 1943年，陕甘宁边区号召边区北部的贫苦农民上南部开荒大生产。1944年春，李有源创作了《移民歌》，东方红一段为其第一段。[8]
- 1944年3月11日的《解放日报》在文章《移民歌手》中载有《毛主席领导穷人翻身》（即《移民歌》）的9段歌词，指出作者为李增正[9]。据记者陈伯林报道：佳县1942年遭旱灾，政府组织70多位贫困农民向南移民开发荒山，李增正是副队长，路上有的移民想家，平时擅编秧歌的李增正说:“咱们在路上红火些，大家就不想家了。毛主席领导穷人翻身，咱就编个《毛主席领导穷人翻身》(即《移民歌》)的歌来唱吧。”记者陈伯林在报道李增正时，还将歌曲的9段歌词和所用《骑白马·挂洋枪》的曲谱（即《白马调》）全部发表在《解放日报》上，后来收进公木与何其芳共同署名编注的《陕北民歌选》一书。
- 1944年秋，为创作反映移民工作的歌剧《下南路》，一批延安文艺工作者（有贺敬之、刘炽、张水华、于蓝、张鲁、关鹤童、马可等）到陕北葭县体验生活，进入乌龙堡，附近传来一阵雄壮的歌声，曲调亲切、新鲜。他们循着声音找去，看到两位青年人正站在一群老乡面前教唱:“东方红，太阳升，中国出了个毛泽东……”教唱歌的青年就是当时的“移民模范”李有源、李增正叔侄俩。李有源、李增正叔侄回答了很多关于移民的问题。采访进行得很热烈，大家还特地请他俩唱一唱所编的那个歌儿。李家叔侄立刻拉开了嗓门、坐在炕头上唱起来:“东方红，太阳升，中国出了个毛泽东。他为人民谋生存，呼儿咳哟，他是人民大救星……”时任鲁艺音乐系助教的刘炽到民间采风有一个习惯，衣袋里朝夕不离地装着一本用粗马兰纸装订的搜集民歌的小笔记本。刘炽一直认为:民族民间音乐是取之不尽的，用之不竭的源泉。采访了李家叔侄后，刘炽他们认为，李家叔侄唱的《移民歌》正好与移民有关，就把它用在了《下南路》中。[9]
- 1952年，中共陕西省委与绥德专区召开文艺创作者代表大会，李有源在会上作了“我是怎样编写《东方红》的”发言，随之成为新闻人物。自此，李有源取代了李增正，成为《东方红》的当然词作者。[9]
- 随着《东方红》的流行，李有源作为作者也广为认知，其“创作故事”曾被编入书籍、拍进电影。[9]
- 1955年5月，时年52岁的李有源患肝硬化腹水去世。李有源病逝20年后，文化部为佳县划拨专款，佳县文化馆修葺李有源墓，在所立的墓碑上书：“《东方红》作者李有源之墓”。[9]
- 1977年，时年59岁的李增正去世。

### 李锦旗
李锦旗是佳县黑水坑村人，1941年毕业于延安边区师范学校，后回佳县任通镇完小教务主任，兼音乐教员和语文教员。李锦旗出身革命家庭，父亲和哥哥都是老红军、共产党员，父亲还是农协会长。据李锦旗生前回忆，《移民歌》歌词是1943年上半年在葭县通镇完小工作时编写的。调是采用了《骑白马·挂洋枪》的调唱的。李锦旗被作为《东方红》词作者首次对外公开，是在1992年《火花》杂志第7期发表了一篇谷威撰写的《东方红词曲“原籍”新考》，提出：据刘炽考证，“移民模范李有源和他的侄儿李增正唱的6段《移民歌》是佳县一语文老师（指李锦旗）所作，第一段是‘东方红，太阳升’原词，后来人们感到内容有些单薄，又填了3段歌颂共产党和八路军的内容，成了9段《移民曲》……”。

东方红大阳升，中国出了个毛泽东，他为人民谋生存，他是人民大救星。

共产党像太阳，照到哪里哪里亮，哪里有了共产党，哪里人民得解放。

八路军在前方，辛辛苦苦打东洋，和那友军比较来，还是咱们辛苦的“太”。

毛主席像大阳，马列主义放光明，她的思想照四方，照得人民亮堂堂。

歌词创作完以后，套用了佳县流行的《骑白马》的曲调。歌曲首先在佳县任通镇完小（当时李增正是该校学生）由学生们学唱，后在佳县县城流行。
1944年，边区政府号召佳县等地贫困农民向南移民开发荒山，李有源叔侄在移民队里，李有源创作了反映移民的《移民歌》，首段采用了李锦旗《东方红》的首段歌词，曲调也是《骑白马》。

## 政治地位

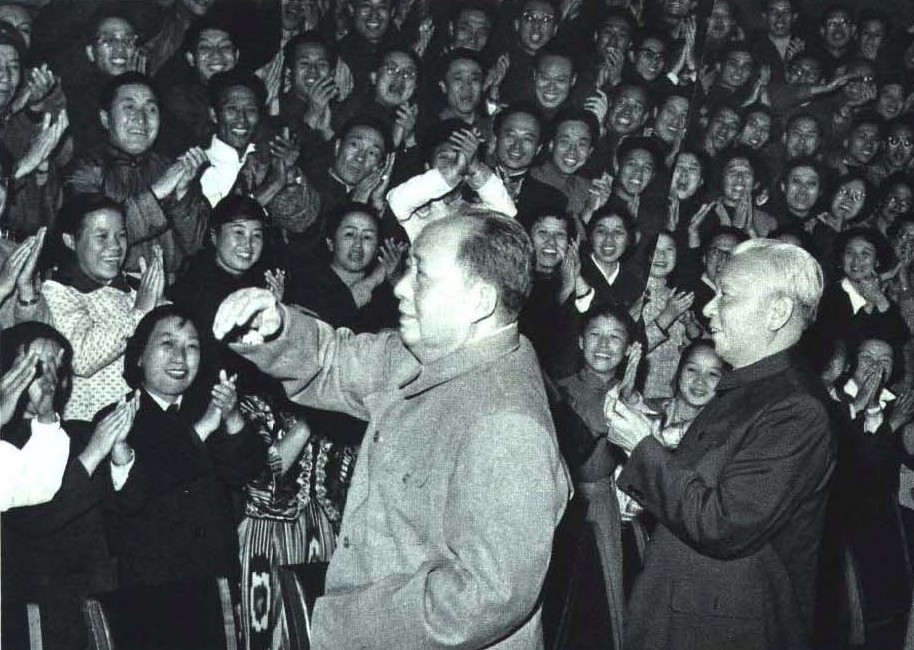
1964年10月16日毛泽东、刘少奇接见东方红全体演员

东方红一曲，作为一首歌颂毛泽东、共产党的歌曲，其本身就具有特殊的政治寓意。随着对毛泽东个人崇拜的不断加深，该曲的政治意义也就更加特殊，逐渐成为毛泽东崇拜的一个标志。

### 文革时期
《东方红》在文化大革命中的中华人民共和国具有某种官方性质。因为国歌《义勇军进行曲》的作者田汉被“打倒”，《东方红》事实上取代了中华人民共和国国歌《义勇军进行曲》的位置。文革爆发后，中国大陆很多广播电台及有线广播站的开始曲被统一改为《东方红》，直到文革结束数年后这种方式才结束。

## 歌曲使用
- 1964年，大型音乐舞蹈史诗《东方红》以此歌作为序曲。
- 1970年，中国大陸第一颗人造卫星升空，其中搭载的仪器演奏的歌曲就是《东方红》。
- 1974年11月24日，台視在中國國民黨80周年黨慶特別節目中，礙於工作人員對中国大陆有关歌曲不熟悉，結果誤用《東方红》作為背景音樂。[12]
- 2007年，中国大陸第一颗探月卫星嫦娥一号中，《义勇军进行曲》和《东方红》因其重要地位无需选拔成为搭载歌曲。
- 《东方红》亦被很多中国大陸城市的钟楼和火车站（如北京站、北京电报大楼、郑州二七纪念塔、重庆解放碑、江海关[13]、上海站[14]、西安报话大楼[15]等）用作整点报时曲。
- 《东方红》也曾被作为中国大陆广播电台统一使用（中央人民广播电台、北京广播电台等）的广播开场曲。目前，中国国际广播电台马来语、印尼语广播（SW15135kHz 16:30前播出[16][17]）、高州人民广播电台、新疆人民广播电台[18]在开台时依然播放《东方红》。北京广播电视台北京新闻广播（北京市境内AM828KHZ、FM94.5MHZ）在每天部分时段的整点报时之后播放的ID之一“北京的声音”的背景音乐前奏中，则会播放北京电报大楼的《东方红》报时声开头部分（后面的声音则是基于此二次创作），这一ID目前仍在使用。同属于北京广播电视台的北京交通广播（北京市境内及周边地区FM103.9MHZ）也曾在其ID之一“总有美好在路上”的背景音乐前奏中以较低的音量同样使用北京电报大楼的《东方红》报时声开头音频的前几小节部分内容。

## 改编
2016年，中国互联网上出现了一首歌頌中共中央總書記習近平的歌曲影片《东方又红》，这首歌与《东方红》旋律完全一致，但將歌词原来歌颂毛泽东部份改成歌颂习近平，第一句改成“东方又红，太阳重升，习近平继承了毛泽东”，“大救星”改成“大福星”。影片依然保留了《东方红》的合唱声，画面则主要展示习近平阅兵及视察农村的情景，该歌曲蹿红后立即遭到当局封杀。